# Medium Rare
Medium Rare – kompilacja amerykańskiego zespołu Foo Fighters zawierająca covery utworów innych zespołów. Album został wydany 16 kwietnia 2011. Nie licząc „Bad Reputation” i „This Will Be Our Year” wszystkie utwory pojawiły się przedtem na innych wydawnictwach grupy.

## Lista utworów
Sporządzono na podstawie materiału źródłowego:
1. „Band on the Run” (cover Wings) - 5:08
2. „I Feel Free” (cover Cream) - 2:56
3. „Life of Illusion” (cover Joego Walsha) - 3:40
4. „Young Man Blues” (cover Mosego Allisona) - 5:28
5. „Bad Reputation” (cover Thin Lizzy) - 2:33
6. „Darling Nikki” (cover Prince’a) - 3:24
7. „Down in the Park” (cover Gary’ego Numana) - 4:07
8. „Baker Street” (cover Gerry’ego Rafferty’ego) - 5:39
9. „Danny Says” (cover Ramones) - 2:59
10. „Have a Cigar” (cover Pink Floyd) - 4:15
11. „Never Talking to You Again” (cover Hüsker Dü) - 1:45
12. „Gas Chamber” (cover Angry Samoans) - 0:57
13. „This Will Be Our Year” (cover The Zombies) - 2:44